# برايان كيلسي
برايان كيلسي هو سياسي أمريكي، ولد في 22 ديسمبر 1977 في ممفيس في الولايات المتحدة. نشط حزبياً في الحزب الجمهوري. وقد انتخب عضو مجلس نواب تينيسي ‏.

## وصلات خارجية
- الموقع الرسمي